# Oromo jezici
Oromo jezici, podskupina od 5 istočnokušitskih jezika iz Etiopije i Kenije. 
Predstavnici su: istočni oromo [hae], 4 530 000 (1994 popis); južni oromo (borana-arsi-guji oromo) [gax], 3 823 600; orma [orc], 69 000 (2006); oromiffa ili Zapadni centralni oromo [gaz], 8922; sanye ili waata [ssn], 17 400 (2006). 
Jezik garreh-ajuran [ggh] više nije priznat i podijeljen je između borana [gax] i somalskog [som]

## Vanjske poveznice
- Ethnologue (14th)
- Ethnologue (15th)